# Egidio Cioppa
Egidio Marco Cioppa (16 gennaio 1910 – 25 agosto 1995) è stato un ammiraglio italiano della Regia Marina.

## Biografia
Congedato con il grado di Ammiraglio di Squadra; insignito della Sciabola d'onore e della qualifica di Combattente per la libertà d'Italia.
Ha partecipato alle seguenti guerre: Cina (1937-1938), guerra d'Etiopia, guerra civile spagnola, seconda guerra mondiale.
Nella seconda guerra mondiale ha effettuato 127 missioni in comando, senza perdite e meritando 4 medaglie al valore sul campo e 3 encomi solenni. Insignito anche del titolo di Grande Ufficiale della Repubblica Italiana, Commendatore dell'Ordine della Corona d'Italia e Cavaliere Mauriziano.
È stato presente alla NATO per 7 anni, quale presidente delegato del Comitato Armamenti Navali delle Marine Alleate.

### Vita privata
Ha avuto 7 figli:  Gustavo Cioppa, Angelica Cioppa, Carlotta Cioppa, Caterina Cioppa, Antonio Cioppa, Assunta Stefania Cioppa e Salvatore Marco Cioppa.